# Гета
Публије Септимије Гета (лат. Publius Septimius Geta; Рим, 27. мај 189 — код Харана, 19. децембар 211) је био савладар римског цара Каракале. Припадао је династији Севера.

## Биографија
Гета је био млађи син Септимија Севера. Од 209. године он је био управник Британије, као и очев савладар. 
Након смрти Септимија Севера, дошло је до сукоба између браће. Њихова мајка, Јулија Домна, покушала је да их помири. Успела је само привремено. Крајем 211. године Каракала је убио Гету. Каракала је наредио да се Гетино име избрише са свих јавних натписа. Било је забрањено сећање на Гету.